# Squadra italiana di Billie Jean King Cup
La Squadra italiana di Billie Jean King Cup rappresenta l'Italia nella Billie Jean King Cup (già Federation Cup fino al 1995 e Fed Cup fino al 2019) dal 1963. L'Italia ha vinto la Coppa cinque volte, nel 2006, nel 2009, nel 2010, nel 2013 e nel 2024.

## Le cinque vittorie
2006
Dopo aver superato la Francia della numero 1 del mondo Amelie Mauresmo e la Spagna in semifinale, le azzurre arrivano in finale dove devono affrontare il Belgio della numero 2 del mondo Justine Henin e per giunta in casa loro a Charleroi. L'impresa sembra di quelle impossibili: la Henin, infatti, porta avanti la nazionale belga, battendo nel singolare prima Flavia Pennetta e poi Francesca Schiavone. Il cammino per le azzurre si mette ancor di più in salita per via dell'infortunio al polso della Pennetta, la quale è costretta a lasciare il posto alla doppista Mara Santangelo nel singolare. Nonostante un avvio difficile, l'azzurra subentrante riesce a battere la belga Kirsten Flipkens, rimontando lo svantaggio del primo set. A questo punto la gara del doppio diventa decisiva per assegnare il titolo mondiale, e alla fine ad esultare sono le giocatrici italiane, grazie alla coppia Schiavone-Vinci che riesce a superare le belghe Henin-Flipkens, con la numero 2 del mondo costretta al ritiro per problemi fisici. L'Italia, così, vince il torneo per la prima volta nella storia..
2009
Francia e Russia non ostacolano il cammino dell'Italia che avanza fino alla finale, stavolta da disputare in casa a Reggio Calabria contro gli Stati Uniti sulla terra battuta. Le statunitensi non schierano le sorelle Williams e l'incontro per l'Italia si rivela più semplice del previsto, con i tre successi nel singolare, di cui due sono di Flavia Pennetta e il rimanente di Francesca Schiavone, e una vittoria nel doppio, grazie alla coppia Vinci-Errani, risparmiando alle tenniste il 4° singolare, inutile ai fini del risultato. É il secondo titolo nella competizione per le italiane..
2010
Le avversarie delle azzurre nei quarti e nelle semifinali non sono certo irresistibili, e così le italiane si sbarazzano senza troppi problemi di Ucraina prima e Repubblica Ceca poi. 4-1 è il risultato con cui viene regolata la squadra ucraina a Charkiv in rimonta, dopo che il primo match vide l'affermazione di Al'ona Bondarenko su Francesca Schiavone. In semifinale ci fu la sfida con la Repubblica Ceca, che nei quarti aveva eliminato le tedesche con un faticato 3-2. Il risultato in favore delle azzurre fu un netto 5-0 nel Foro Italico a Roma con cinque vittorie su cinque concluse in due set. Nell'altra semifinale intanto le statunitensi regolavano la temibile Russia, che aveva in Elena Dement'eva la sua arma migliore, vincitrice peraltro dei suoi due incontri, non sufficienti tuttavia per impedire la vittoria americana con il risultato di 3-2. Ancora una volta le statunitensi riuscirono a conquistare la finale del torneo senza la partecipazione di Serena e Venus Williams. A seguito di una ventilata ipotesi di partecipazione delle due sorelle alla finale, la squadra a stelle e strisce era data per favorita per la vittoria del titolo, ma successivamente le Williams non presero parte neanche a questo incontro che vedeva la loro nazionale opposta all'Italia nella riedizione della finale dell'anno precedente. A San Diego la superficie in cemento scelta dalle padrone di casa non fu sufficiente a fermare le ambizioni della nazionale azzurra che, imponendosi 3-1 (a risultato raggiunto il doppio non fu disputato), conquistò il terzo titolo mondiale.
2013
Facilitate da una serie di incontri da giocare tutti in casa per via delle rotazioni casa/trasferta, l'Italia affronta come prima sfida, ai quarti di finale, gli Stati Uniti, come ormai consuetudine, privi delle sorelle Williams, a Rimini. Con più difficoltà del previsto, le azzurre vincono l'incontro per 3-2, faticando oltremodo a causa di una straordinaria Varvara Lepchenko, capace di vincere i 2 singolari contro Vinci ed Errani. Le azzurre trovano il punto decisivo solo nella quinta partita dove la coppia Errani/Vinci dimostra d'essere una delle più forti squadre di doppio al mondo. In semifinale, a Palermo, sempre sulla terra, le avversarie sono le campionesse in carica della Repubblica Ceca. Contro le forti Petra Kvitová, e Lucie Šafářová, Roberta Vinci compie il miracolo sconfiggendole entrambe e rendendo ininfluente il doppio, dopo che anche Sara Errani aveva sconfitto la Safarova all'esordio. La finale si gioca per la prima volta in terra sarda, a Cagliari, e come di consueto sulla superficie preferita dalle italiane, la terra rossa. Le avversarie sono questa volta le russe. Priva delle migliori giocatrici, che preferiscono accumulare punti in classifica WTA giocando gli ultimi tornei annuali del circuito, rifiutando la chiamata, la nazionale Russa è composta, per l'occasione, da giocatrici oltre la 120ª posizione nel ranking, e le azzurre dominano la 2 giorni di partite con un netto 4-0 finale che permette loro di alzare per la quarta volta il trofeo.
2024
Dopo aver superato 2-1 il Giappone ai quarti di finale, grazie alle vittorie della Paolini sia nel singolare che nel doppio con la Errani, l'Italia affronta la Polonia in semifinale e, ancora una volta, il risultato è di 2-1 per le azzurre, con la vittoria in due set di Lucia Bronzetti su Magda Linette nel singolare e il successo nel doppio di Jasmine Paolini e Sara Errani sulla coppia polacca Świątek-Kawa con il punteggio di 7-5, 7-5. Le tenniste italiane arrivano, così, in finale per il secondo anno consecutivo, dove ad attenderle c'è la Slovacchia. Rispetto a quanto successo nelle partite precedenti, le ragazze di Tathiana Garbin risultano vincenti in entrambe le gare del singolare prima con Lucia Bronzetti e dopo con Jasmine Paolini, riuscendo così a superare le slovacche senza dover ricorrere al doppio. Grazie a questo successo, l'Italia non solo riscatta l'edizione precedente ma soprattutto conquista il torneo per la quinta volta nella sua storia, raggiungendo nell'albo d'oro Spagna e Russia.
Nella seguente tabella sono elencate le tenniste che hanno ricevuto almeno una convocazione nell'edizione 2024 della Billie Jean King Cup. 
| Giocatrice             | 2024               | 2024            |
| Giocatrice             | Vittorie singolare | Vittorie doppio |
| ---------------------- | ------------------ | --------------- |
| Jasmine Paolini        | 8-8                | 4-6             |
| Sara Errani            | 16-16              | 12-5            |
| Lucia Bronzetti        | 2-0                | 1-2             |
| Martina Trevisan       | 6-4                | 5-3             |
| Elisabetta Cocciaretto | 5-4                | 3-2             |

## Andamento
L'Italia è una delle quattro nazioni ad aver partecipato a tutte le edizioni della Fed Cup.

### Federation Cup / Fed Cup
| Anno | V | F | SF | QF | 2t | 1t |
| ---- | - | - | -- | -- | -- | -- |
| 1963 |   |   |    |    |    | x  |
| 1964 |   |   |    |    |    | x  |
| 1965 |   |   |    |    |    | x  |
| 1966 |   |   |    |    |    | x  |
| 1967 |   |   |    |    |    | x  |
| 1968 |   |   |    |    |    |    |
| 1969 |   |   |    |    |    |    |
| 1970 |   |   |    |    |    |    |
| 1971 |   |   |    |    |    | x  |
| 1972 |   |   |    |    |    |    |
| 1973 |   |   |    |    |    |    |
| 1974 |   |   |    |    |    |    |
| 1975 |   |   |    |    |    |    |
| 1976 |   |   |    |    |    |    |
| 1977 |   |   |    |    |    |    |
| 1978 |   |   |    |    |    |    |
| 1979 |   |   |    |    |    |    |
| 1980 |   |   |    |    |    |    |
| 1981 |   |   |    |    |    |    |
| 1982 |   |   |    |    |    |    |
| 1983 |   |   |    |    |    |    |
| 1984 |   |   |    |    |    |    |
| 1985 |   |   |    |    |    |    |
| 1986 |   |   |    |    |    |    |
| 1987 |   |   |    |    |    |    |
| 1988 |   |   |    |    |    |    |
| 1989 |   |   |    |    |    |    |
| 1990 |   |   |    |    |    |    |
| 1991 |   |   |    |    |    |    |

| Anno | V | F | SF | QF | 2t | 1t |
| ---- | - | - | -- | -- | -- | -- |
| 1992 |   |   |    |    |    |    |
| 1993 |   |   |    |    |    |    |
| 1994 |   |   |    |    |    |    |
| 1995 |   |   |    |    |    |    |
| 1996 |   |   |    |    |    |    |
| 1997 |   |   |    |    |    |    |
| 1998 |   |   |    |    |    |    |
| 1999 |   |   |    |    |    |    |
| 2000 |   |   |    |    |    |    |
| 2001 |   |   |    |    |    |    |
| 2002 |   |   |    |    |    |    |
| 2003 |   |   |    |    |    |    |
| 2004 |   |   |    |    |    |    |
| 2005 |   |   |    |    |    |    |
| 2006 |   |   |    |    |    |    |
| 2007 |   |   |    |    |    |    |
| 2008 |   |   |    |    |    |    |
| 2009 |   |   |    |    |    |    |
| 2010 |   |   |    |    |    |    |
| 2011 |   |   |    |    |    |    |
| 2012 |   |   |    |    |    |    |
| 2013 |   |   |    |    |    |    |
| 2014 |   |   |    |    |    |    |
| 2015 |   |   |    |    |    |    |
| 2016 |   |   |    |    |    |    |
| 2017 |   |   |    |    |    |    |
| 2018 |   |   |    |    |    |    |
| 2019 |   |   |    |    |    |    |

### Billie Jean King Cup
| Anno      | V | F | SF | G | Q | PO |
| --------- | - | - | -- | - | - | -- |
| 2020-2021 |   |   |    |   |   |    |
| 2022      |   |   |    |   |   |    |
| 2023      |   |   |    |   |   |    |
| 2024      |   |   |    |   |   |    |

## Risultati

### 2000–2009
| Anno | Turno                                 | Data            | Sede               | Avversario  | Punteggio |
| ---- | ------------------------------------- | --------------- | ------------------ | ----------- | --------- |
| 2000 | Gruppo Mondiale, Round Robin (Pool A) | 27 aprile       | Bari               | Spagna      | 0–3       |
| 2000 | Gruppo Mondiale, Round Robin (Pool A) | 29 aprile       | Bari               | Croazia     | 3–0       |
| 2000 | Gruppo Mondiale, Round Robin (Pool A) | 30 aprile       | Bari               | Germania    | 1–2       |
| 2001 | Gruppo Mondiale play off, 1º turno    | 28–29 aprile    | Bassano del Grappa | Croazia     | 4–1       |
| 2001 | Gruppo Mondiale play off, 2º turno    | 21–22 luglio    | Vittel             | Francia     | 1–4       |
| 2002 | Gruppo Mondiale, 1º turno             | 27–28 aprile    | Milano             | Svezia      | 5–0       |
| 2002 | Gruppo Mondiale, quarti di finale     | 20–21 luglio    | Bologna            | Belgio      | 4–1       |
| 2002 | Gruppo Mondiale, semifinale           | 30–31 ottobre   | Gran Canaria       | Slovacchia  | 1–3*      |
| 2003 | Gruppo Mondiale, 1º turno             | 26–27 aprile    | Linköping          | Svezia      | 3–2       |
| 2003 | Gruppo Mondiale, quarti di finale     | 19–20 luglio    | Washington         | Stati Uniti | 0–5       |
| 2004 | Gruppo Mondiale, 1º turno             | 24–25 aprile    | Maglie             | Rep. Ceca   | 3–1*      |
| 2004 | Gruppo Mondiale, quarti di finale     | 10–11 luglio    | Rimini             | Francia     | 2–3       |
| 2005 | Gruppo Mondiale I, 1º turno           | 23–24 aprile    | Brindisi           | Russia      | 4–1       |
| 2005 | Gruppo Mondiale I play off            | 9–10 luglio     | Liberec            | Rep. Ceca   | 3–2       |
| 2006 | Gruppo Mondiale, 1º turno             | 22–23 aprile    | Nancy              | Francia     | 4–1       |
| 2006 | Gruppo Mondiale, semifinale           | 15–16 luglio    | Saragozza          | Spagna      | 3–1*      |
| 2006 | Gruppo Mondiale, finale               | 16–17 settembre | Charleroi          | Belgio      | 3–2       |
| 2007 | Gruppo Mondiale, 1º turno             | 21–22 aprile    | Castellaneta       | Cina        | 5–0       |
| 2007 | Gruppo Mondiale, semifinale           | 14–15 luglio    | Castellaneta       | Francia     | 3–2       |
| 2007 | Gruppo Mondiale, finale               | 15–16 settembre | Mosca              | Russia      | 0–4*      |
| 2008 | Gruppo Mondiale, 1º turno             | 2–3 febbraio    | Napoli             | Spagna      | 2–3       |
| 2008 | Gruppo Mondiale play off              | 26––27 aprile   | Olbia              | Ucraina     | 3–2       |
| 2009 | Gruppo Mondiale, 1º turno             | 7–8 febbraio    | Orléans            | Francia     | 5–0       |
| 2009 | Gruppo Mondiale, semifinale           | 25–26 aprile    | Castellaneta       | Russia      | 4–1       |
| 2009 | Gruppo Mondiale, finale               | 7–8 novembre    | Reggio Calabria    | Stati Uniti | 4–0*      |

### 2010–2019
| Anno | Turno                        | Data           | Sede      | Avversario  | Punteggio |
| ---- | ---------------------------- | -------------- | --------- | ----------- | --------- |
| 2010 | Gruppo Mondiale, 1º turno    | 6–7 febbraio   | Charkiv   | Ucraina     | 4–1       |
| 2010 | Gruppo Mondiale, semifinale  | 24–25 aprile   | Roma      | Rep. Ceca   | 5–0       |
| 2010 | Gruppo Mondiale, finale      | 6–7 novembre   | San Diego | Stati Uniti | 3–1*      |
| 2011 | Gruppo Mondiale, 1º turno    | 5–6 febbraio   | Hobart    | Australia   | 4–1       |
| 2011 | Gruppo Mondiale, semifinale  | 16–17 aprile   | Mosca     | Russia      | 0–5       |
| 2012 | Gruppo Mondiale, 1º turno    | 4-5 febbraio   | Biella    | Ucraina     | 3–2       |
| 2012 | Gruppo Mondiale, semifinale  | 21–22 aprile   | Ostrava   | Rep. Ceca   | 1–4       |
| 2013 | Gruppo Mondiale, 1º turno    | 9-10 febbraio  | Rimini    | Stati Uniti | 3–2       |
| 2013 | Gruppo Mondiale, semifinale  | 20–21 aprile   | Palermo   | Rep. Ceca   | 3–1*      |
| 2013 | Gruppo Mondiale, finale      | 2-3-novembre   | Cagliari  | Russia      | 4–0*      |
| 2014 | Gruppo Mondiale, 1º turno    | 8–9 febbraio   | Cleveland | Stati Uniti | 3–1       |
| 2014 | Gruppo Mondiale, semifinale  | 19–20 aprile   | Ostrava   | Rep. Ceca   | 0–4       |
| 2015 | Gruppo Mondiale, 1º turno    | 7–8 febbraio   | Genova    | Francia     | 2–3       |
| 2015 | Gruppo Mondiale, Play Off    | 18–19 aprile   | Brindisi  | Stati Uniti | 3–2       |
| 2016 | Gruppo Mondiale, 1º turno    | 6–7 febbraio   | Marsiglia | Francia     | 1–4       |
| 2016 | Gruppo Mondiale, Play Off    | 16–17 aprile   | Lleida    | Spagna      | 0–4       |
| 2017 | Gruppo Mondiale II, 1º turno | 11-12 febbraio | Forlì     | Slovacchia  | 2–3       |
| 2017 | Gruppo Mondiale II, Play Off | 22- 23 aprile  | Barletta  | Cina Taipei | 3–1       |
| 2018 | Gruppo Mondiale II, 1º turno | 10-11 febbraio | Chieti    | Spagna      | 3–2       |
| 2018 | Gruppo Mondiale, Play Off    | 21- 22 aprile  | Genova    | Belgio      | 0–4       |
| 2019 | Gruppo Mondiale II, 1º turno | 9-10 febbraio  | Biel      | Svizzera    | 1–3       |
| 2019 | Gruppo Mondiale II, Play Out | 20-21 aprile   | Mosca     | Russia      | 0–4       |

### 2020-2029
| Anno      | Turno                            | Data              | Sede        | Avversario | Punteggio |
| --------- | -------------------------------- | ----------------- | ----------- | ---------- | --------- |
| 2020-2021 | Gruppo Euro-Africano I, Gruppo B | 5 febbraio 2020   | Tallin      | Austria    | 3–0       |
| 2020-2021 | Gruppo Euro-Africano I, Gruppo B | 6 febbraio 2020   | Tallin      | Estonia    | 2–1       |
| 2020-2021 | Gruppo Euro-Africano I, Gruppo B | 7 febbraio 2020   | Tallin      | Grecia     | 3–0       |
| 2020-2021 | Gruppo Euro-Africano I, Play-off | 8 febbraio 2020   | Tallin      | Croazia    | 2–0       |
| 2020-2021 | Play-off                         | 16-17 aprile 2021 | Cluj-Napoca | Romania    | 3–1       |
| 2022      | Qualificazioni                   | 15-16 aprile      | Alghero     | Francia    | 3–1       |
| 2022      | Fase finale, Gruppo A            | 9 novembre        | Glasgow     | Svizzera   | 0–3       |
| 2022      | Fase finale, Gruppo A            | 10 novembre       | Glasgow     | Canada     | 0–3       |
| 2023      | Qualificazioni                   | 14-15 aprile      | Bratislava  | Slovacchia | 3–2       |
| 2023      | Fase finale, Gruppo D            | 8 novembre        | Siviglia    | Francia    | 2–1       |
| 2023      | Fase finale, Gruppo D            | 9 novembre        | Siviglia    | Germania   | 3–0       |
| 2023      | Fase finale, semifinali          | 11 novembre       | Siviglia    | Slovenia   | 2–0       |
| 2023      | Fase finale, finale              | 12 novembre       | Siviglia    | Canada     | 0–2       |
| 2024      | Fase finale, quarti di finale    | 16 novembre       | Malaga      | Giappone   | 2–1       |
| 2024      | Fase finale, semifinali          | 18 novembre       | Malaga      | Polonia    | 2–1       |
| 2024      | Fase finale, finale              | 20 novembre       | Malaga      | Slovacchia | 2–0       |

## Statistiche giocatrici
Di seguito la classifica delle tenniste italiane con almeno una partecipazione in Fed Cup, ordinate in base al numero di vittorie. In caso di parità si tiene conto del maggior numero di incontri disputati; in caso di ulteriore parità viene dato più valore agli incontri in singolare; come quarto e ultimo criterio viene considerata la data d'esordio. In grassetto centrale quelle tuttora in attività. Aggiornato alla Billie Jean King Cup 2024 (Italia-Slovacchia 2-0).
| #  | Tennista               | Singolare | Doppio | Totale |
| -- | ---------------------- | --------- | ------ | ------ |
| 1  | Sara Errani            | 16-16     | 12-5   | 28-21  |
| 2  | Francesca Schiavone    | 23-21     | 4-1    | 27-22  |
| 3  | Flavia Pennetta        | 21-4      | 4-1    | 25-5   |
| 4  | Silvia Farina Elia     | 21-8      | 2-3    | 23-11  |
| 5  | Roberta Vinci          | 5-7       | 18-1   | 23-8   |
| 6  | Raffaella Reggi        | 14-6      | 4-9    | 18-15  |
| 7  | Sandra Cecchini        | 12-10     | 4-7    | 16-17  |
| 8  | Lea Pericoli           | 8-8       | 7-7    | 15-15  |
| 9  | Daniela Marzano        | 10-5      | 5-9    | 15-14  |
| 10 | Sabina Simmonds        | 7-8       | 6-6    | 13-14  |
| 11 | Jasmine Paolini        | 8-8       | 4-6    | 12-14  |
| 12 | Martina Trevisan       | 6-4       | 5-3    | 11-7   |
| 13 | Adriana Serra Zanetti  | 7-4       | 2-3    | 9-7    |
| 14 | Laura Golarsa          | 3-0       | 6-4    | 9-4    |
| 15 | Camila Giorgi          | 8-7       | 0-1    | 8-8    |
| 16 | Elisabetta Cocciaretto | 5-4       | 3-2    | 8-6    |
| 17 | Giulia Casoni          | 1-2       | 7-1    | 8-3    |
| 18 | Laura Garrone          | 3-2       | 4-7    | 7-9    |
| 19 | Maria Teresa Riedl     | 5-6       | 2-1    | 7-7    |
| 20 | Gloria Pizzichini      | 3-1       | 4-0    | 7-1    |
| 21 | Rita Grande            | 5-8       | 1-5    | 6-13   |
| 22 | Tathiana Garbin        | 4-3       | 2-4    | 6-7    |
| 23 | Rosalba Vido           | 4-3       | 2-1    | 6-4    |
| 24 | Francesca Lubiani      | 2-2       | 4-1    | 6-3    |
| 25 | Patrizia Murgo         | 0-0       | 6-2    | 6-2    |
| 26 | Silvana Lazzarino      | 0-1       | 5-2    | 5-3    |
| 27 | Maria Teresa Nasuelli  | 3-3       | 1-3    | 4-6    |
| 28 | Lucia Bassi            | 0-1       | 4-5    | 4-6    |
| 29 | Barbara Rossi          | 3-5       | 1-0    | 4-5    |

| #  | Tennista                    | Singolare | Doppio | Totale |
| -- | --------------------------- | --------- | ------ | ------ |
| 30 | Mara Santangelo             | 2-3       | 2-1    | 4-4    |
| 31 | Linda Ferrando              | 1-2       | 3-2    | 4-4    |
| 32 | Manuela Zoni                | 1-2       | 2-3    | 3-5    |
| 33 | Karin Knapp                 | 2-1       | 1-2    | 3-3    |
| 34 | Lucia Bronzetti             | 2-0       | 1-2    | 3-2    |
| 35 | Nathalie Baudone            | 1-0       | 2-1    | 3-1    |
| 36 | Flora Perfetti              | 2-0       | 1-0    | 3-0    |
| 37 | Monique Di Maso             | 2-1       | 0-0    | 2-1    |
| 38 | Cathy Caverzasio            | 1-0       | 1-1    | 2-1    |
| 39 | Giulia Gatto-Monticone      | 0-0       | 2-0    | 2-0    |
| 40 | Francesca Gordigiani        | 1-2       | 0-4    | 1-6    |
| 41 | Maria Elena Camerin         | 0-4       | 1-1    | 1-5    |
| 42 | Antonella Serra Zanetti     | 1-2       | 0-1    | 1-3    |
| 43 | Laura Lapi                  | 1-1       | 0-0    | 1-1    |
| 44 | Deborah Chiesa              | 1-0       | 0-1    | 1-1    |
| 45 | Federica Bonsignori         | 0-0       | 1-0    | 1-0    |
| 46 | Monica Giorgi               | 0-1       | 0-1    | 0-2    |
| 47 | Marzia Grossi               | 0-0       | 0-2    | 0-2    |
| 48 | Maria Francesca Bentivoglio | 0-1       | 0-0    | 0-1    |
| 49 | Camilla Rosatello           | 0-0       | 0-1    | 0-1    |
| 50 | Martina Caregaro            | 0-0       | 0-1    | 0-1    |
| 51 | Caterina Nozzoli            | 0-0       | 0-1    | 0-1    |
| 52 | Nastassja Burnett           | 0-0       | 0-1    | 0-1    |
| 53 | Alice Matteucci             | 0-0       | 0-1    | 0-1    |
| 54 | Caterina Nozzoli            | 0-0       | 0-1    | 0-1    |
| 55 | Alberta Brianti             | 0-0       | 0-1    | 0-1    |

## Precedenti
La seguente tabella illustra i precedenti della squadra italiana contro le squadre incontrate almeno una volta nella storia della Fed Cup (aggiornati al 20 novembre 2024). In corsivo le nazioni non più esistenti.
| Squadra       | G   | V  | P  | Primo precedente | Ultimo precedente | % vittorie |
| ------------- | --- | -- | -- | ---------------- | ----------------- | ---------- |
| Australia     | 6   | 1  | 5  | 23-3-1972        | 5/6-2-2011        | 16,7%      |
| Austria       | 4   | 4  | 0  | 17/24-7-1983     | 5-2-2020          | 100%       |
| Belgio        | 8   | 7  | 1  | 6-6-1967         | 21/22-4-2018      | 12,5%      |
| Bielorussia   | 1   | 0  | 1  | 25-4-1996        | 25-4-1996         | 0%         |
| Brasile       | 1   | 1  | 0  | 5-5-1975         | 5-5-1975          | 100%       |
| Canada        | 5   | 1  | 4  | 27-12-1970       | 12-11-2023        | 20%        |
| Cina          | 2   | 2  | 0  | 9/15-11-1981     | 21/22-4-2007      | 100%       |
| Corea del Sud | 1   | 0  | 1  | 13/14-7-1992     | 13/14-7-1992      | 0%         |
| Croazia       | 3   | 3  | 0  | 27/30-4-2000     | 8-2-2020          | 100%       |
| Danimarca     | 2   | 1  | 1  | 13/18-6-1977     | 18/19-7-1994      | 50%        |
| Estonia       | 1   | 1  | 0  | 6-2-2020         | 6-2-2020          | 100%       |
| Finlandia     | 2   | 1  | 1  | 1/9-10-1989      | 21/29-7-1990      | 50%        |
| Francia       | 13  | 5  | 8  | 20/21-5-1970     | 8-11-2023         | 38,5%      |
| Germania      | 7   | 2  | 5  | 2-9-1964         | 9-11-2023         | 28,6%      |
| Giappone      | 1   | 1  | 0  | 16-11-2024       | 16-11-2024        | 100%       |
| Gran Bretagna | 5   | 1  | 4  | 9-6-1967         | 24-7-1991         | 20%        |
| Grecia        | 3   | 3  | 0  | 9/15-11-1981     | 7-2-2020          | 100%       |
| Indonesia     | 2   | 1  | 1  | 22/23-7-1995     | 12/13-7-1997      | 50%        |
| Israele       | 3   | 3  | 0  | 13/19-5-1974     | 19/20-7-1993      | 100%       |
| Lettonia      | 1   | 1  | 0  | 22/24-4-1996     | 22/24-4-1996      | 100%       |
| Lussemburgo   | 1   | 1  | 0  | 22/29-8-1976     | 22/29-8-1976      | 100%       |
| Messico       | 5   | 5  | 0  | 21-5-1968        | 1/9-10-1989       | 100%       |
| Norvegia      | 2   | 2  | 0  | 20/25-3-1972     | 22/24-4-1996      | 100%       |
| Nuova Zelanda | 2   | 1  | 1  | 20/27-7-1986     | 1/9-10-1989       | 50%        |
| Paesi Bassi   | 2   | 1  | 1  | 7/8-6-1967       | 9/15-11-1981      | 50%        |
| Polonia       | 3   | 3  | 0  | 20/21-5-1970     | 18/19-11-2024     | 100%       |
| Rep. Ceca     | 10  | 5  | 5  | 9/15-11-1981     | 19/20-4-2014      | 50%        |
| Romania       | 4   | 3  | 1  | 5/11-5-1975      | 16/17-4-2021      | 75%        |
| Russia        | 8   | 2  | 6  | 22/23-5-1968     | 20/21-4-2019      | 25%        |
| Serbia        | 2   | 2  | 0  | 9-11-1981        | 20/27–7-1986      | 100%       |
| Slovacchia    | 4   | 2  | 2  | 30/31-10-2002    | 20-11-2024        | 50%        |
| Slovenia      | 1   | 1  | 0  | 11-11-2023       | 11-11-2023        | 100%       |
| Spagna        | 8   | 4  | 4  | 20-3-1972        | 10/11-2-2018      | 50%        |
| Svezia        | 4   | 4  | 0  | 22/24-4-1996     | 26/27-4-2003      | 100%       |
| Svizzera      | 2   | 0  | 2  | 9/10-2-2019      | 9-10-2022         | 0%         |
| Stati Uniti   | 14  | 5  | 9  | 17-6-1963        | 18/19-4-2015      | 35,7%      |
| Taipei cinese | 2   | 2  | 0  | 6/14-10-1985     | 22/23-4-2017      | 100%       |
| Thailandia    | 1   | 1  | 0  | 30-4-1979        | 30-4-1979         | 100%       |
| Ucraina       | 4   | 4  | 0  | 22/26-4-1997     | 4/5-2-2012        | 100%       |
| Ungheria      | 2   | 1  | 1  | 16-7-1992        | 28-4-1997         | 50%        |
| Zimbabwe      | 1   | 1  | 0  | 12-5-1966        | 12-5-1966         | 100%       |
| Totale        | 153 | 89 | 64 |                  |                   | 58,2%      |

## Cronologia dei capitani
- 1998-2001: Raffaella Reggi
- 2002-2016: Corrado Barazzutti
- 2017-: Tathiana Garbin

## Squadre vincitrici
2006
- Francesca Schiavone
- Flavia Pennetta
- Mara Santangelo
- Roberta Vinci
- Cap. Corrado Barazzutti

2009
- Flavia Pennetta
- Francesca Schiavone
- Sara Errani
- Roberta Vinci
- Cap. Corrado Barazzutti

2010
- Francesca Schiavone
- Flavia Pennetta
- Sara Errani
- Roberta Vinci
- Cap. Corrado Barazzutti

2013
- Sara Errani
- Roberta Vinci
- Flavia Pennetta
- Karin Knapp
- Cap. Corrado Barazzutti

2024
- Jasmine Paolini
- Elisabetta Cocciaretto
- Lucia Bronzetti
- Sara Errani
- Martina Trevisan
- Cap. Tatiana Garbin